# Кулмайн

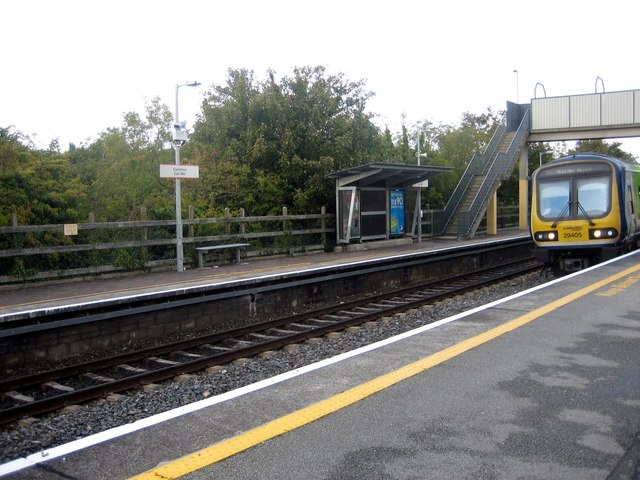
Станция Кулмайн

Кулмайн (англ. Coolmine; ирл. Cúil Mhín) — пригород в Ирландии, находится в графстве Фингал (провинция Ленстер).
Кулмайн граничит с другими пригородами Дублина — Бланчардстауном, Клонсиллой и Карпентерстауном.

## Транспорт
Пригород соединён с Дублином регулярным автобусным маршрутом 39 и западной железнодорожной веткой пригородного сообщения. Железнодорожный вокзал Кулмайна был введён в эксплуатацию 2 июля 1990 года.